# Studium Maschinenbau
Das Studium des Maschinenbaus ist ein Studium der ingenieurwissenschaftlichen Disziplin des Maschinenbaus und kann an Universitäten, Fachhochschulen und Berufsakademien absolviert werden. Es behandelt hauptsächlich Konstruktion und Produktion von verschiedenen Maschinen, Geräten und Apparaten und ermöglicht anschließend eine Tätigkeit als Maschinenbauingenieur in verschiedenen Branchen, darunter der Maschinenbau, die Automobilbranche und die Luft- und Raumfahrttechnik. 

## Abschlüsse
Der erste Abschluss ist der Bachelor, der meist nach sechs Semestern, teilweise auch nach sieben oder acht Semestern erlangt wird. Danach ist ein weiterführendes Studium zum Master möglich, der nach insgesamt (inklusive Bachelor) zehn Semestern zum Abschluss führt. Bis etwa 2010 gab es in allen Ingenieurwissenschaften Diplom-Studiengänge mit dem Abschluss Diplom-Ingenieur, die um 1900 und zusammen mit dem akademischen Grad des Dr.-Ing., der bis heute vergeben wird, eingeführt wurden. Verbreitet sind auch duale Studiengänge, die mit einer Berufsausbildung verknüpft sind, beispielsweise zum Zerspanungsmechaniker oder zum Technischen Zeichner.
Zu Beginn des Bachelorstudiums stehen die eher theoretischen, mathematisch-naturwissenschaftlichen Grundlagen auf dem Stundenplan, die typischerweise vier Semester ausmachen, gefolgt von ingenieurwissenschaftlichen Grundlagen. Später folgen entweder Vertiefungsrichtungen (Konstruktion, Produktionstechnik, …) oder es steht eine Reihe von Wahlpflichtfächern mit vertiefenden ingenieurwissenschaftlichen Themen zur Auswahl, aus denen frei gewählt werden kann. Die angebotenen Schwerpunkte sind je nach Hochschule sehr verschieden. Fächer des allgemeinen Maschinenbaus, die sich mit Konstruktion und Fertigung befassen, werden fast überall angeboten, Hochschulen in der Nähe größerer Standorte der Automobilindustrie bieten häufig die Fahrzeugtechnik als Vertiefungsrichtung an, an küstennahen Standorten häufig Schiffbau. Weitere mögliche Vertiefungen behandeln Themen angrenzender, eigenständiger Ingenieurwissenschaften wie die Mechatronik, die Werkstofftechnik oder die Verfahrenstechnik. Manche Gebiete wie die Kraftfahrzeugtechnik, die Produktionstechnik oder die Luft- und Raumfahrttechnik gibt es auch als eigenständige Studiengänge, die dem Maschinenbaustudium stark ähneln.
Im Masterstudium werden die Vertiefungen des Bachelorstudiums fortgeführt.
Die ersten deutschen Diplom-Maschinenbauerinnen waren Ilse Knott-ter Meer (1899–1996), die später auch die erste Frau im Verein Deutscher Ingenieure (VDI) wurde, und Wilhelmine Vogler (* 1899). Der Frauenanteil im Maschinenbaustudium liegt bei etwa 20 %.

### Aufbau der Bachelorstudiengänge
Das Bachelorstudium gliedert sich wie bei vielen anderen ingenieurwissenschaftlichen Studiengängen in die Grundlagenfächer, die neben einigen allgemeinen ingenieurwissenschaftlichen Grundlagen vor allem mathematisch-naturwissenschaftliche Grundlagen betreffen. Später erfolgt die Vertiefung auf Teildisziplinen des Maschinenbaus oder eng verwandter Ingenieurwissenschaften. Teilweise wird zu Beginn ein Vorpraktikum verlangt, teilweise ein Fachpraktikum gegen Ende des Studiums. Den Abschluss stellt die Bachelorarbeit dar.

#### Grundlagenfächer
Grundlagenfächer, in etwa in der Reihenfolge in der sie absolviert werden:
- Höhere Mathematik: Insbesondere Analysis und Lineare Algebra.
- Physik: Teilweise wird ein Überblick unterrichtet über Fächer, die noch als eigenständige Fächer folgen wie die Mechanik, Elektrotechnik und Thermodynamik, teilweise werden Fächer unterrichtet für die dies nicht gilt, wie für Akustik und Optik.
- Technische Mechanik: Befasst sich vor allem mit der Berechnung von Kräften in Bauteilen und deren Auswirkungen (Verformung, Bruch). Weiterführende Gebiete im Maschinenbau sind die Maschinendynamik, die Rotordynamik und die Fahrdynamik
- Elektrotechnik: Da moderne Maschinen häufig durch Elektromotoren angetrieben werden und über entsprechende Steuerungen verfügen, geht es neben allgemeinen Grundlagen (elektrische und magnetische Felder, Stromkreise, …) vor allem um elektrische Maschinen und Steuerungen.
- Konstruktionslehre: Zu den allgemeinen Grundlagen gehört das Lesen und Erstellen von technischen Zeichnungen, Passungen und Toleranzen, sowie methodisches Konstruieren. Die Konstruktionslehre ist eng verbunden mit den Maschinenelementen.
- Maschinenelemente: Einfache Teile wie Schrauben, Stifte, Bolzen und Federn bis hin zu komplexeren zusammengesetzten Teilen wie Kugellagern, Getrieben, Kupplungen und Bremsen.
- Werkstofftechnik: Behandelt werden hauptsächlich die mechanischen Kennwerte (Festigkeit, Härte) der typischen Maschinenbau-Werkstoffe Stahl und Gusseisen aber auch Keramiken und Polymere (Kunststoffe).
- Technische Thermodynamik: Behandelt verschiedene Phänomene, bei denen Wärme und Energieumwandlungen eine Rolle spielen. Im Maschinenbau ist die Berechnung der Wirkungsgrade von Bedeutung. Wichtig ist die Thermodynamik vor allem bei der Konstruktion und Analyse von Wärmekraftmaschinen (Otto- und Dieselmotoren, Gasturbinen etc.).
- Strömungsmechanik: Behandelt Strömungen von Gasen und Flüssigkeiten, beispielsweise bei Turbinen, Raketentriebwerken, der Aerodynamik von Flugzeugen oder Strömungen in Pumpen und Rohrleitungen.
- Fertigungstechnik: Befasst sich mit den verschiedenen Fertigungsverfahren wie dem Gießen, Schmieden, Fräsen, Schweißen, Beschichten oder Härten, sowie den zugehörigen Maschinen und Werkzeugen.
- Messtechnik: Im Maschinenbau ist vor allem die Messung von Maßen (Längen) und Rauheiten von Bedeutung.
- Regelungstechnik: Befasst sich mit dynamischen Systemen und wie bestimmte Messwerte auf gewünschte Sollwerte eingeregelt werden können. Die Regelungstechnik ist mit der Messtechnik und der Steuerungstechnik eng verbunden.

Zu den Pflichtfächern zählen auch je nach Hochschule zusätzlich noch ein „nicht-technisches Wahlpflichtfach“, Einführungen in die Informatik und computergestützte Technologien wie CAD, Finite-Elemente-Methode oder Numerik. Teilweise werden sie als eigenständige Fächer unterrichtet, teilweise in andere Fächer wie die Konstruktionslehre integriert und teilweise bleiben sie den Vertiefungsrichtungen vorbehalten.

#### Vertiefungen
Die angebotenen Vertiefungsfächer oder -richtungen hängen in größerem Maße als die Grundlagenfächer von der jeweiligen Hochschule ab. Weit verbreitet sind die Konstruktionstechnik und die Produktionstechnik, die sich an den Berufsbildern des Konstrukteurs und des Betriebsingenieurs orientieren.
- Konstruktion/Produktentwicklung: Hierzu zählen beispielsweise das methodische Konstruieren, Gestaltungsprinzipien, weiterführende Themen bezüglich Maschinenelementen, Fluidtechnik, Finite-Elemente-Methode, Tribologie, Rapid Prototyping und zahlreichen weiterführenden Berechnungsverfahren der Mechanik wie die Maschinendynamik, Rotordynamik, Kontinuumsmechanik und Mehrkörpersysteme. Die Vertiefungsrichtung bereitet vor allem auf eine spätere Tätigkeit als Konstrukteur, Berechnungsingenieur, Versuchsingenieur oder Patentingenieur vor.
- Produktionstechnik: Neben weiterführenden Themen zur Fertigungsverfahren, gehören dazu Fertigungsmesstechnik, Fertigungsplanung und -steuerung, Werkzeugmaschinen, Industrieroboter, Qualitätsmanagement, das Planen und Betreiben von Fabriken, Arbeitssystemen und Produktionssystemen, zum Teil auch Grundlagen der Arbeitswissenschaft, Logistik, Produktionswirtschaft und Kalkulation. Diese Richtung bereitet auf eine spätere Tätigkeit als Fertigungsplaner, Technologe, Qualitätsmanager oder Fertigungssteuerer vor.

Weitere Vertiefungsfächer und -richtungen:
- Allgemeiner Maschinenbau (ohne besondere Schwerpunktbildung)
- Angewandte Mechanik
- Automatisierungstechnik
- Energietechnik
- Fördertechnik
- Kraftfahrzeugtechnik
- Kraftmaschinen und Arbeitsmaschinen
- Leichtbau
- Logistik
- Luft- und Raumfahrttechnik
- Materialflusstechnik
- Maschinenbauinformatik
- Mechatronik
- Medizintechnik
- Mikrotechnik
- Schienenfahrzeugtechnik
- Schiffbau
- Verfahrenstechnik
- Werkstofftechnik

### Aufbau eines Diplom-Studiengangs
Das 9- bis 10-semestrige Universitätsstudium (an der FH in der Regel acht Semester) untergliederte sich in Grundstudium und Hauptstudium. So wurden im Grundstudium des Maschinenbaus die Grundlagenfächer wie Höhere Mathematik, Physik, Technische Mechanik, Konstruktionslehre mit Technischem Zeichnen, Werkstoffkunde, Elektrotechnik usw. gelehrt, welche dem angehenden Ingenieur die fachlichen Grundlagen für die weitere Vertiefung im Hauptstudium bieten sollten. Des Weiteren waren auch nicht-technische Fächer wie zum Beispiel Rechnungswesen oder Sprachkurse zu belegen, um eine möglichst breite Ausbildung zu gewährleisten.
Im Hauptstudium wurden dann, je nach Neigung und Wahl der Hauptfächer, bestimmte Teilbereiche vertieft. Zum Beispiel konnten die Automatisierungstechnik, die Energietechnik, die Fahrzeugtechnik, die Fertigungstechnik, die Haus- und Gebäudetechnik, die Mechanik, die Mechatronik, die Strömungsmechanik, die Thermodynamik oder die Verfahrenstechnik gewählt werden.
Neben einem Grundpraktikum in Metallverarbeitung und einer Reihe von hochschulinternen Praktika schrieben die Studienordnungen der Universitäten und Fachhochschulen in aller Regel längere Industriepraktika vor.

## Aussichten
Ein Maschinenbauingenieur kann an einer Universität zum Dr.-Ing. promovieren, wobei für die Promotion im Schnitt mit einem Zeitaufwand von ca. fünf Jahren zu rechnen ist.
Zu den Berufsaussichten für Fachingenieure gibt es unterschiedliche Meinungen.
Während VDMA-Hauptgeschäftsführer Hannes Hesse erklärte, dass „der Fachkräftemangel […] auf Dauer zum überragenden Engpassfaktor für das Wirtschaftswachstum in Deutschland werden dürfte“, heißt es in einer Studie des DIW aus dem Jahr 2010: „Für einen aktuell erheblichen Fachkräftemangel sind in Deutschland kaum Anzeichen zu erkennen.“
Die Einstiegsgehälter variieren je nach Branche und Größe des Unternehmens. Nach Angaben des arbeitgebernahen Vereins Deutscher Ingenieure verdient man in der unteren Entwicklungsebene etwa 47.000 Euro brutto im Jahr.
Wegen der aktuellen Entwicklung auf dem Energiemarkt werden für Maschinenbauer aus den Bereichen der Energie- und Umwelttechnik sowie der Verfahrenstechnik besonders viele Chancen geboten. Hierbei spielen die erneuerbaren Energien eine bedeutende Rolle.